# Retwizan
Retwizan (ros. Ретвизан), następnie Hizen (jap. 肥前) – pancernik rosyjskiej Cesarskiej Marynarki Wojennej z początku XX wieku, należący do generacji przeddrednotów, zbudowany w USA. Nazwany na pamiątkę szwedzkiego okrętu liniowego „Rättvisan” (pol. „Sprawiedliwość”), zdobytego przez Rosjan w 1790 r. Pancernik „Retwizan” był piątym i ostatnim okrętem marynarki rosyjskiej noszącym tę nazwę. W momencie wejścia do służby był jednym z najlepszych okrętów tej klasy na świecie, mimo to pozostał jedyną zbudowaną jednostką swojego typu. Odznaczył się w walkach pod Port Artur podczas wojny rosyjsko-japońskiej, będąc jednym z dwóch najsilniejszych okrętów rosyjskiej eskadry obok pancernika „Cesariewicz”. Okręt ten był szczególny także z powodu liczby służących na nim Polaków i zajmowanych przez nich stanowisk, z dowódcą okrętu włącznie. Zatopiony w bazie Port Artur w grudniu 1904 roku przez japońską artylerię, służył następnie po wydobyciu i remoncie pod banderą japońską jako „Hizen” do początku lat 20., biorąc ograniczony udział w I wojnie światowej. Po wycofaniu został zatopiony w 1924 roku jako okręt-cel.
Okręt miał wyporność normalną w granicach 13 tysięcy ton i długość 117,9 m. Napędzały go maszyny parowe, pozwalające na osiąganie prędkości do 18 węzłów. Uzbrojenie główne stanowiły cztery działa kalibru 305 mm w dwóch wieżach, uzupełniane przez 12 dział kalibru 152 mm i lżejszą artylerię.

## Historia
Daty do 1905 roku w kalendarzu juliańskim (starego stylu), po ukośniku w gregoriańskim

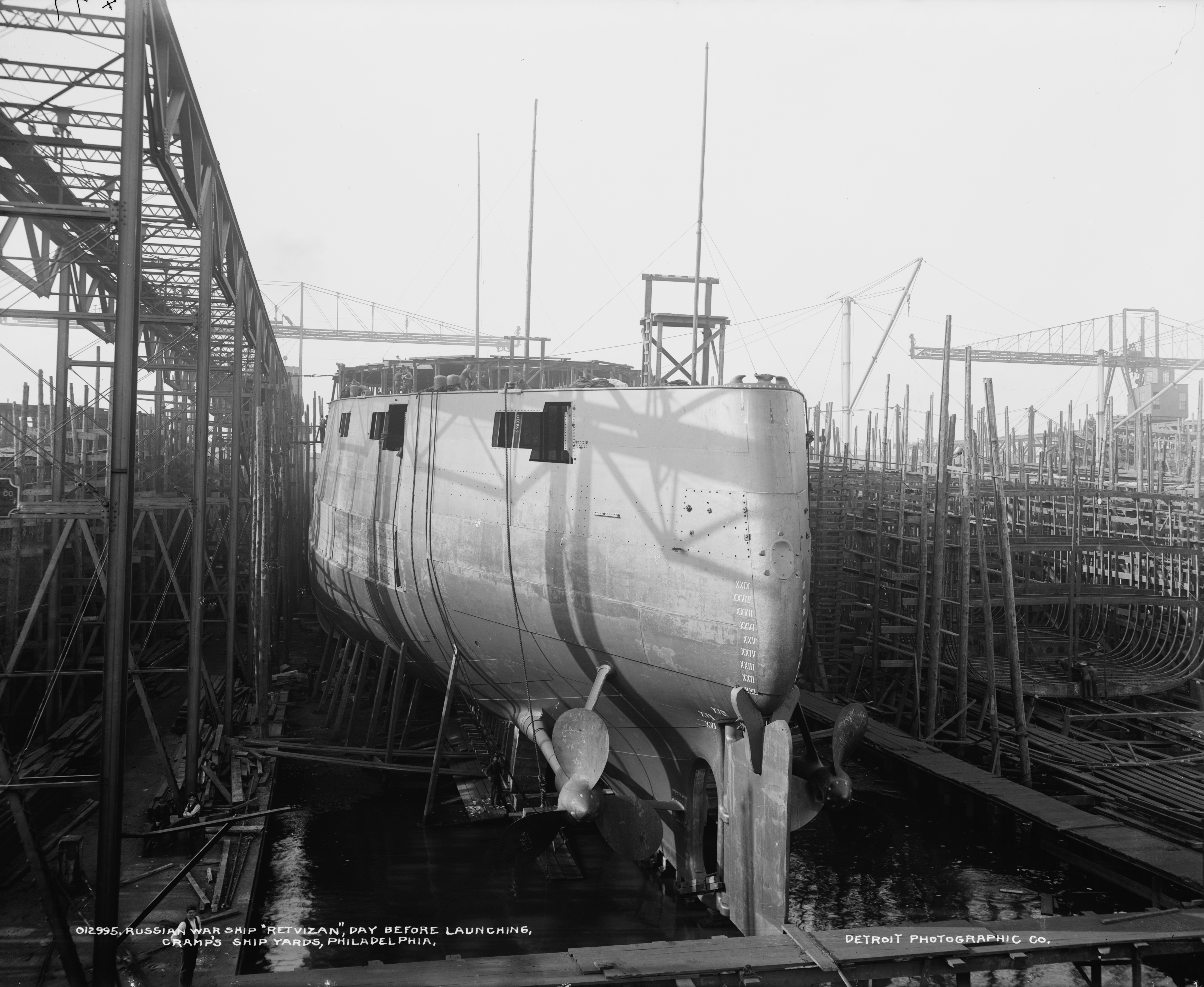
„Retwizan” przed wodowaniem

Pancernik „Retwizan” został zbudowany w ramach rosyjskiego programu z 1898 roku wzmocnienia floty dla potrzeb Dalekiego Wschodu, w związku z rozbudową floty japońskiej. Głównym elementem programu była budowa pięciu pancerników o wyporności do 12 000 ton, z tego część okrętów miała być zamówiona za granicą. Na skutek osobistego przyjazdu właściciela amerykańskiej stoczni William Cramp & Sons w Filadelfii Charlesa Crampa i jego zabiegów u władz rosyjskich, 11?/23 kwietnia 1898 rząd rosyjski zawarł z nim umowę na budowę jednego pancernika oraz krążownika „Wariag”. Oferta Crampa została wybrana i umowa podpisana w nadzwyczaj szybkim tempie, z ominięciem konkursowej procedury połączonej z oceną przez Morski Komitet Techniczny (MTK), do której stanęły inne stocznie. Okoliczności takiego zawarcia umowy z Crampem nie zostały wyjaśnione – być może wynikały z animozji między MTK a Głównym Zarządem Budowy Okrętów i Zaopatrzenia (GUKiS), który uzyskał w tej sprawie poparcie zwierzchnika marynarki – wielkiego księcia Aleksego, lub też grały rolę inne względy pozamerytoryczne.
Ponieważ projekt okrętu nie był jeszcze gotowy w chwili podpisania umowy, w celu nadzoru nad projektowaniem i budową pancernika skierowano 13/25 czerwca 1898 roku do USA komisję pod przewodnictwem komandora Michaiła Danilewskiego. Danilewski, forsując wytyczne MTK, popadł jednak w konflikt z Crampem, w rezultacie został na skutek jego zabiegów odwołany i 10/22 listopada 1898 roku zastąpił go Polak w służbie carskiej, komandor Edward Szczęsnowicz. Mimo uznania opracowanego projektu za udany, Rosja nie zamówiła jednak dalszych jednostek tego typu, wybierając w zamian jako standardowy typ pancernika dla Dalekiego Wschodu wariant francuskiego „Cesarewicza”, budowany jako typ Borodino (ponownie za takim wyborem stały najwyraźniej personalne ambicje instytucji odpowiedzialnych za marynarkę i ich układy na dworze carskim).

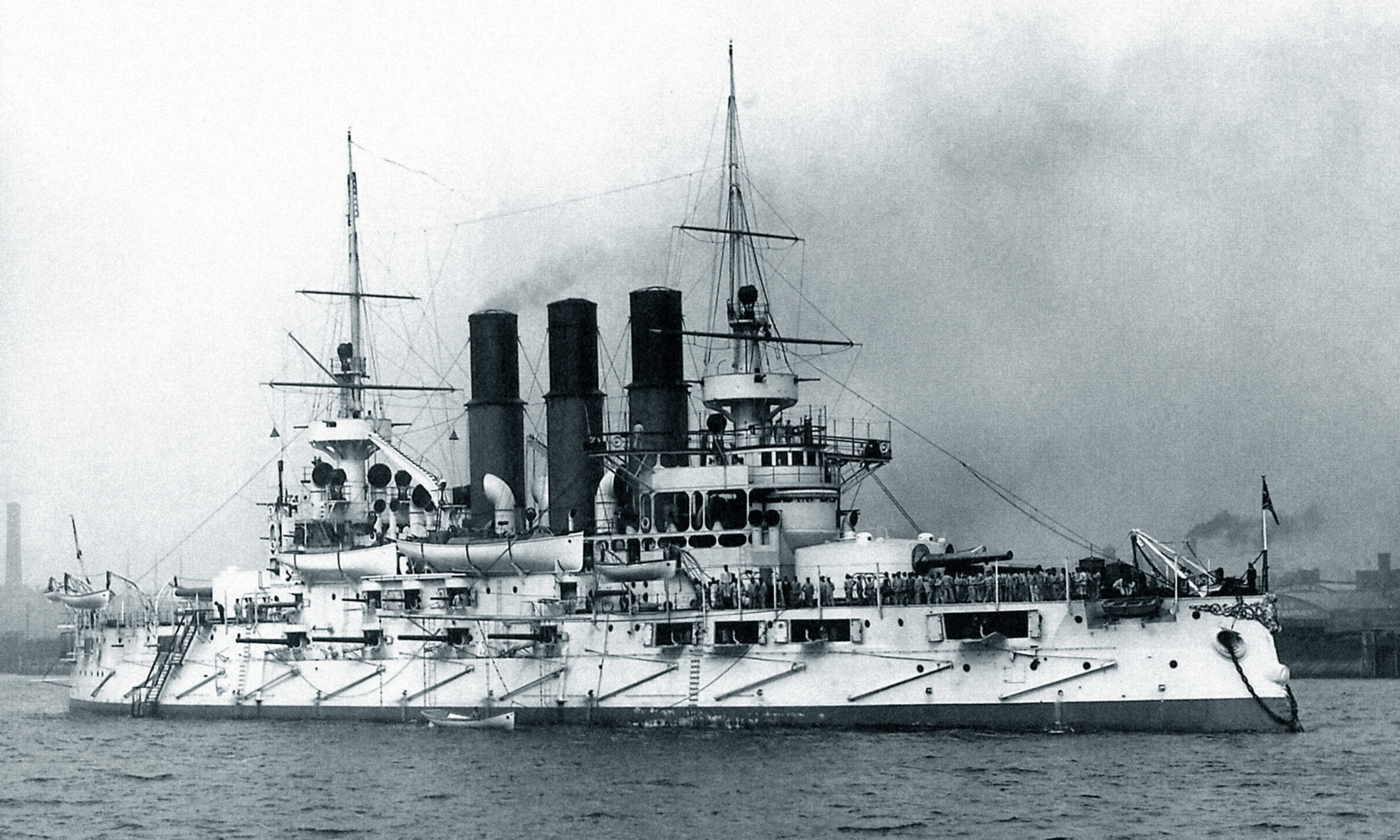
„Retwizan” w 1902 w USA przed wyruszeniem do Rosji

Budowę pancernika rozpoczęto w Filadelfii prawdopodobnie jesienią 1898 roku, a prace na pochylni w grudniu tego roku, pod numerem budowy 300. Car zaakceptował dla pancernika nazwę „Retwizan” (Ретвизан) 21 grudnia 1898 roku, a wciągnięto go na listę floty 11 stycznia 1899 roku, razem z innymi okrętami programu dla potrzeb Dalekiego Wschodu. Oficjalne położenie stępki miało miejsce dopiero 17/29 lipca 1899 roku, kiedy wykonane było już ok. 1000 ton konstrukcji kadłuba. Wodowanie kadłuba miało miejsce 10/23 października 1900 roku. Mimo szybkiego tempa robót, budowa miała opóźnienia z powodu zmian dokumentacji wymaganych przez stronę rosyjską, konieczności przyspieszenia prac przy krążowniku „Wariag” oraz opóźnienia w dostarczeniu wież artyleryjskich z Rosji (produkcji Zakładu Metalliczeskiego z Petersburga). W dniach 8–11 października 1901 roku miały miejsce próby odbiorcze okrętu, po czym stocznia usuwała do stycznia dostrzeżone usterki. „Retwizan” w końcu został odebrany i wszedł do służby rosyjskiej, podnosząc banderę i rozpoczynając kampanię 10/23 marca 1902 roku. Mimo że budowa opóźniła się w stosunku do planowanego oddania do służby w kwietniu 1901, był to i tak rekordowy czas budowy spośród ówczesnych rosyjskich pancerników (wliczając budowany we Francji „Cesariewicz”) i strona rosyjska nie żądała kar umownych, także z przyczyn częściowego udziału w opóźnieniu. Przy tym, jakość prac była oceniona jak bardzo dobra. Budowa, bez uzbrojenia i wież dostarczonych z Rosji, kosztowała 4 358 000 dolarów (8 628 840 rubli) oraz 489 839 dolarów za prace dodatkowe, głównie nie sprecyzowany w kontrakcie pancerz Kruppa (łącznie 4 847 839 dolarów – 9,6 mln rubli). Same wieże dział kosztowały 502 tys. rubli.
Okręt otrzymał nazwę po zdobytym 22 czerwca 1790 roku przez fregatę „Wenus” w czasie bitwy pod Sveaborgiem szwedzkim 64-działowym okręcie liniowym „Rättvisan” (Sprawiedliwość), służącym następnie we flocie rosyjskiej pod oryginalną nazwą zapisaną fonetycznie jako „Ретвизан” („Rietwizan”). Nazwę tę, dla upamiętnienia zwycięstwa nad Szwedami, nosiły następnie w rosyjskiej flocie trzy dalsze okręty liniowe: dwa żaglowe wyposażone w 74 armaty i parowo-żaglowy wyposażony w 84 armaty.

## Opis konstrukcyjny

### Konstrukcja i ocena
Cramp początkowo proponował pancernik wzorowany na amerykańskim „Iowa”, zwodowanym w jego stoczni w 1896 roku, lecz z uwagi na jego słabe parametry – przede wszystkim prędkość i zasięg, spotkało się to ze sprzeciwem Morskiego Komitetu Technicznego (MTK), który określił podstawowe wymagania dla projektu. Wśród nich była prędkość 18 węzłów i zasięg pływania 8300 mil morskich; określono też precyzyjnie zestaw uzbrojenia, które miało być dostarczone przez stronę rosyjską. MTK proponował w zamian rozwinięcie rosyjskiego typu Pierieswiet, którego dokumentację, jak też najnowszego czarnomorskiego pancernika „Potiomkin”, dostarczono Crampowi do zapoznania się. Ostatecznie zaprojektowany okręt łączył cechy konstrukcji amerykańskich, zwłaszcza typu Illinois i pewne cechy konstrukcji rosyjskich. Warto zauważyć, że typ Illinois dla marynarki USA, do którego należał budowany u Crampa USS „Alabama” – wodowany w 1898, miał słabszy pancerz Harveya i był wolniejszy. W rezultacie, powstał bardzo udany i nowoczesny okręt jak na swoje czasy, o zrównoważonych charakterystykach, mimo umiarkowanej wielkości, narzuconej kontraktem. Przy uzbrojeniu typowym dla pancerników tego okresu, jego opancerzenie zapewniało najlepszy ówczesny stopień ochrony, wykorzystując najnowszą stal pancerną Kruppa. Miało ono racjonalny układ, w którym gruby pancerz zapewniał ochronę mechanizmów istotnych dla ruchu okrętu przed pociskami przeciwpancernymi, a spora powierzchnia burt była chroniona cieńszym pancerzem przed stosowanymi powszechnie na przełomie wieków pociskami wybuchowymi. „Retwizan” miał najwyższy stosunek masy pancerza do wyporności projektowej spośród rosyjskich pancerników tego okresu – 25,9%. Był on zarazem pierwszym okrętem budowanym w USA, w którym zastosowano stal Kruppa – dla marynarki amerykańskiej zaczęto ją stosować dopiero od pancerników typu Maine, budowanych od 1899 roku. Okręt główny tego typu USS „Maine”, budowany w stoczni Crampa, zaprojektowany został przy wykorzystaniu doświadczeń z „Retwizana”, miał także podobną trzykominową sylwetkę. „Retwizan” był przy tym pierwszym nowoczesnym pancernikiem zbudowanym w USA na eksport.
„Retwizan” prezentował lepszy poziom od pozostałych rosyjskich pancerników; porównywalny z nim był jedynie „Cesariewicz”, który miał wprawdzie grubszy główny pas pancerny i pancerz wież oraz rzadko wówczas spotykany system biernej ochrony przeciwtorpedowej kadłuba, lecz ogólnie mniejszą powierzchnię opancerzenia i mało udane rozmieszczenie artylerii średniej w wieżach. Zdaniem niektórych autorów, błędem strony rosyjskiej był wybór „Cesarewicza” jako bazy do opracowania standardowych rosyjskich pancerników, gdyż projekt „Retwizana” był dostępny szybciej, co mogło wpłynąć na wcześniejszą budowę nowych pancerników. Był on także bardziej technologiczny i podobny do projektów już znanych rosyjskim stoczniom, z artylerią średnią w kazamatach zamiast w komplikujących projekt wieżach, a sam kontraktowy czas budowy okrętu prototypowego był prawie półtora raza krótszy od „Cesariewicza” (30 wobec 46 miesięcy). Warto także zauważyć, że pancerniki typu Retwizan mogłyby z dużym prawdopodobieństwem spisać się lepiej w bitwie pod Cuszimą, niż czwórka typu Borodino; przy tym na skutek wprowadzonych zmian, seryjne pancerniki typu Borodino miały słabsze opancerzenie zarówno od „Cesariewicza”, jak i „Retwizana”. Co więcej, „Retwizan” okazał się o ponad 1,5 mln. rubli tańszy od „Cesariewicza” i podobny w cenie do „Oslabii”. „Retwizan” nie ustępował japońskiemu pancernikowi „Mikasa” budowy brytyjskiej, prezentującemu ówczesne szczytowe osiągnięcia w dziedzinie konstrukcji okrętów. W szczególności podobny był schemat i grubość pancerza kadłuba, natomiast „Mikasa” miał jedynie nieco lepsze opancerzenie artylerii, lecz był większym okrętem, nie wiązanym nieracjonalnymi rosyjskimi ograniczeniami wyporności. Z rosyjskich nowych projektów podobny do „Retwizana” był „Potiomkin”, będący dalekim rozwinięciem typu Pierieswiet, lecz miał on mniejszą prędkość, a jego budowa trwała znacznie dłużej. Za jedyną wadę „Retwizana” Rosjanie uważali zastosowanie kotłów parowych Niclausse’a, w teorii lżejszych i wydajniejszych, ale bardziej problematycznych w obsłudze i „kapryśnych” (władze rosyjskie zgodziły się na ustępstwo w tej kwestii wobec Crampa, mimo przyjęcia w rosyjskiej flocie standardowych kotłów Belleville’a), lecz poza jedną awarią w drodze do Rosji, dzięki starannej obsłudze nie sprawiały później w praktyce większych kłopotów.

### Opis ogólny i kadłub

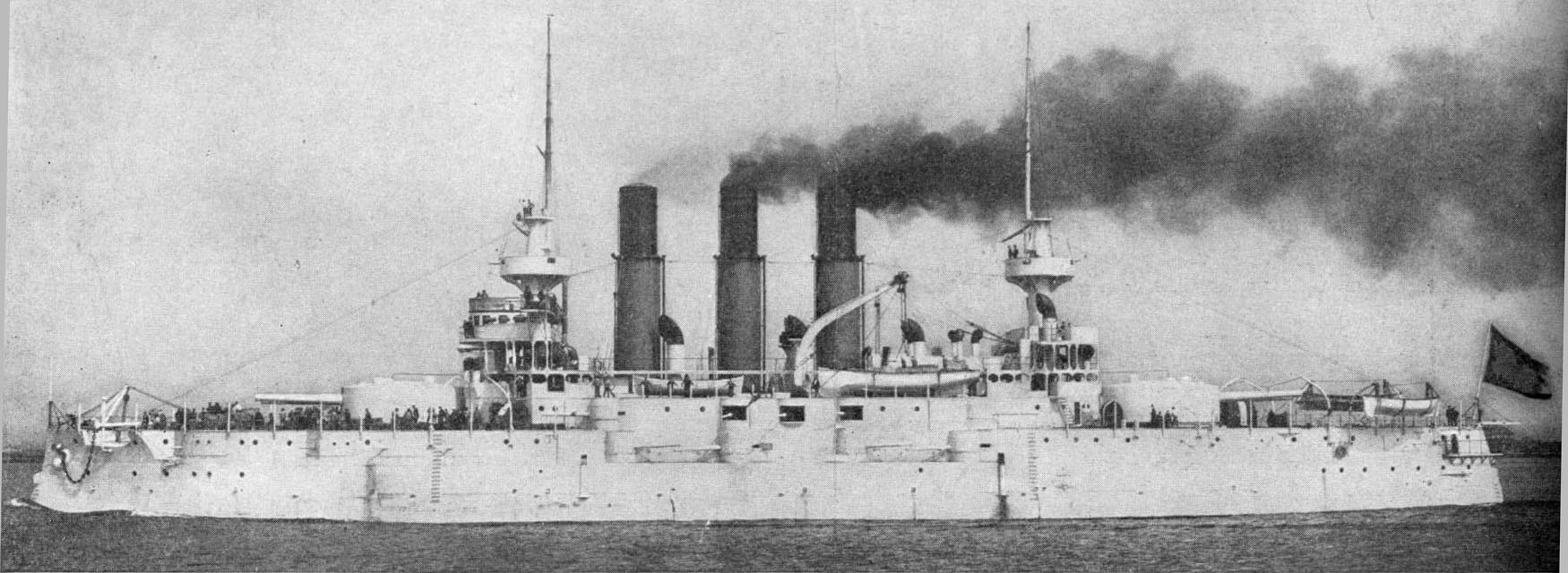
„Retwizan” w latach 1902-1903

Architektura „Retwizana” była typowa dla przeddrednotów końca XIX wieku, z gładkim pokładem i uzbrojeniem głównym w dwóch wieżach na dziobie i rufie. Na śródokręciu pomiędzy wieżami była centralna nadbudowa, której ściany stanowiły przedłużenie burt. Z przodu i tyłu umieszczone były na niej dwie niewielkie nadbudówki, połączone z rurowymi masztami bojowymi z platformami lekkich działek (marsami bojowymi). Dziobowa nadbudówka obejmowała pancerną wieżę dowodzenia na dolnym piętrze i przeszklony pomost nawigacyjny na górnym; na jej dachu znajdował się jeszcze odkryty pomost. Pomiędzy nadbudówkami znajdowały się trzy wysokie stosunkowo cienkie kominy, a po ich bokach – łodzie ratunkowe i kutry spuszczane za pomocą żurawi. Dziobnica miała formę taranową. Okręt miał pełniejsze linie kadłuba od innych rosyjskich pancerników (stosunek 0,678). W odróżnieniu od nich, nie tylko udało się uniknąć przeciążenia konstrukcji po zbudowaniu, ale jeszcze uzyskano zapas wyporności 335,7 t, co świadczyło o dobrym poziomie projektu i wykonawstwa.
Kadłub miał trzy ciągłe pokłady: górny, główny (bateryjny) i mieszkalny (pancerny). Dzielił się wewnątrz 14 grodziami na 15 głównych poprzecznych przedziałów wodoszczelnych, sięgających do pokładu pancernego. Pierwsza gródź od dziobu była na 6. wrędze, ostatnia na 84. wrędze. Niżej, pod pokładem pancernym, w części dziobowej i rufowej były po dwa pokłady platformy, rozdzielone przedziałami siłowni na śródokręciu. Kotłownie otoczone były po bokach zasobniami węglowymi, zapewniającymi pewien stopień ochrony burt, typowo dla przeddrednotów.
Okręt miał wyporność normalną projektową: 12 746 ts (12 950 ton), a po zbudowaniu: 12 410 ts. Podczas służby w 1903 roku wyporność normalna wynosiła 12 902 t. Wyporność pełna sięgała 13 600 ts (13 818 ton). Wyporność pustego okrętu wynosiła 10 571 t. Długość całkowita wynosiła 117,9 m, a na linii wodnej: 116,5 m, natomiast szerokość: 22 m. Zanurzenie przy normalnej wyporności wynosiło 7,6 m (pustego okrętu: 6,43 m).

### Uzbrojenie

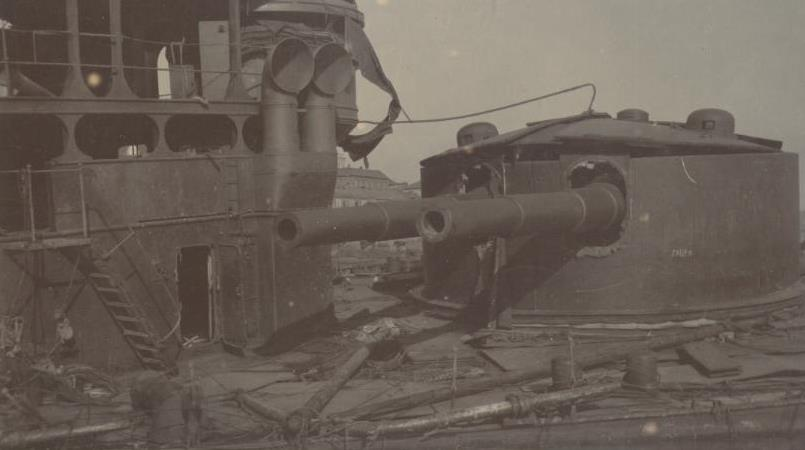
Uszkodzona wieża dział po zatopieniu w Port Artur

Zestaw uzbrojenia „Retwizana” był typowy dla rosyjskich przeddrednotów, porównywalny z innymi konstrukcjami światowymi. Uzbrojenie główne stanowiły cztery działa 305 mm, o długości lufy L/40 (40 kalibrów), produkcji Zakładu Obuchowskiego, w dwudziałowych wieżach na dziobie i rufie. Wieże miały elektryczny napęd mechanizmów (francuskiej firmy Sautter, Harlé et Cie) – były to pierwsze rosyjskie wieże dział tego kalibru o takim napędzie. Typowe dla okrętów rosyjskich było użycie klasycznych wież obracanych w całości, o formie zbliżonej do cylindrycznej (owalnych w rzucie z góry), z pionowymi ścianami, zamiast łatwiejszych do opancerzenia wież w formie barbet z pancernymi osłonami. Działa miały kąt podniesienia od -5° do +15°, a wieże miały kąt ostrzału 260°. Działa strzelały pociskami o masie 332 kg na odległość do 7–7,4 Mm (13–13,7 km). Szybkostrzelność wynosiła 1 strzał na znacznie ponad minutę – zależała od czasu podawania amunicji z komór i ładowania (70 s), lecz realnie czas potrzebny na oddanie strzału był dłuższy o czas podniesienia lufy z położenia poziomego i samą procedurę strzału. Zapas amunicji obejmował 76 pocisków na działo.

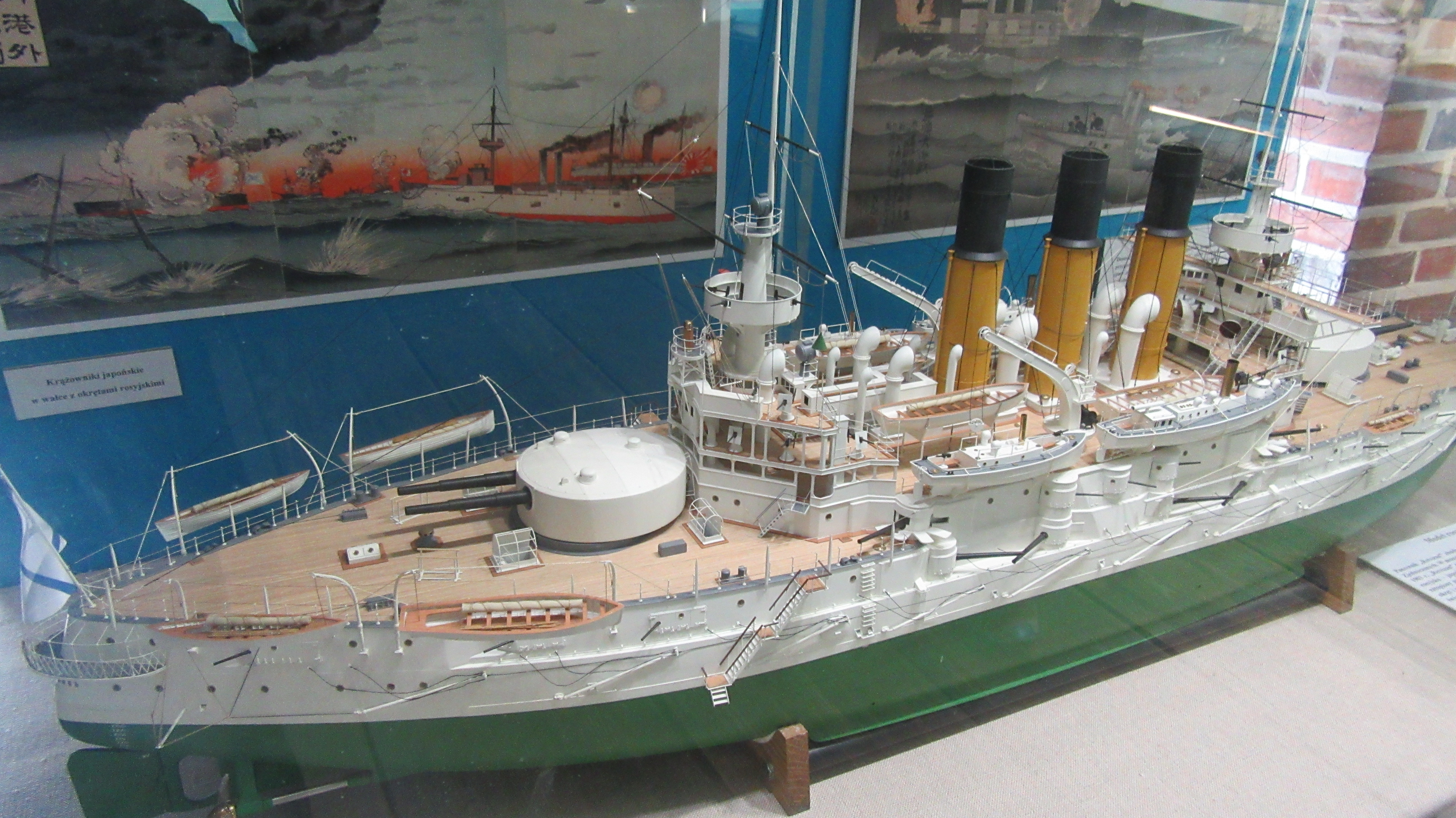
Model pancernika „Retwizan” od rufy

Artylerię średniego kalibru stanowiło dwanaście pojedynczych dział 152 mm systemu Canet w kazamatach na burtach – po cztery na burtę na pokładzie bateryjnym, pod pokładem górnym i pozostałe dwa na burtę w ścianach nadbudowy. Działa miały długość lufy L/45 i strzelały pociskami o masie 41,5 kg na odległość do ok. 10 km. Działa były produkcji Zakładu Obuchowskiego, a ich zapas amunicji wynosił po 199 na lufę.
Uzbrojenie pomocnicze stanowiło 20 dział 75 mm w nieopancerzonych kazamatach (po 10 na każdą burtę: cztery na pokładzie bateryjnym w części dziobowej i trzy w części rufowej oraz trzy poziom wyżej w ścianach nadbudowy na śródokręciu). Działa miały długość lufy L/50 i strzelały pociskami o masie 4,9 kg na odległość do 7,8 km. Zapas amunicji wynosił po 325 pocisków na lufę. Uzupełniały je 24 lekkie działa kalibru 47 mm Hotchkiss ustawione na pokładzie centralnej nadbudówki, dolnych skrzydłach nadbudówki dziobowej i rufowej oraz po cztery na platformach na masztach. Działa te miały długość L/43,5 i strzelały pociskami o masie 1,5 kg. Dodatkowo na górnych skrzydłach mostka dziobowego było sześć jednolufowych działek 37 mm Hotchkiss, a na mostku rufowym dwa (później cztery) karabiny maszynowe Maxim. Uzbrojenie artyleryjskie uzupełniały dwa działa desantowe Baranowskiego 63,5 mm (na lawetach kołowych dla oddziałów desantowych lub montowane podstawach morskich w rufowej części pokładu nadbudowy). W służbie japońskiej uzbrojenie pomocnicze ograniczono do 14 armat kalibru 76 mm L/40 Typ 41 i czterech armat 47 mm L/40.

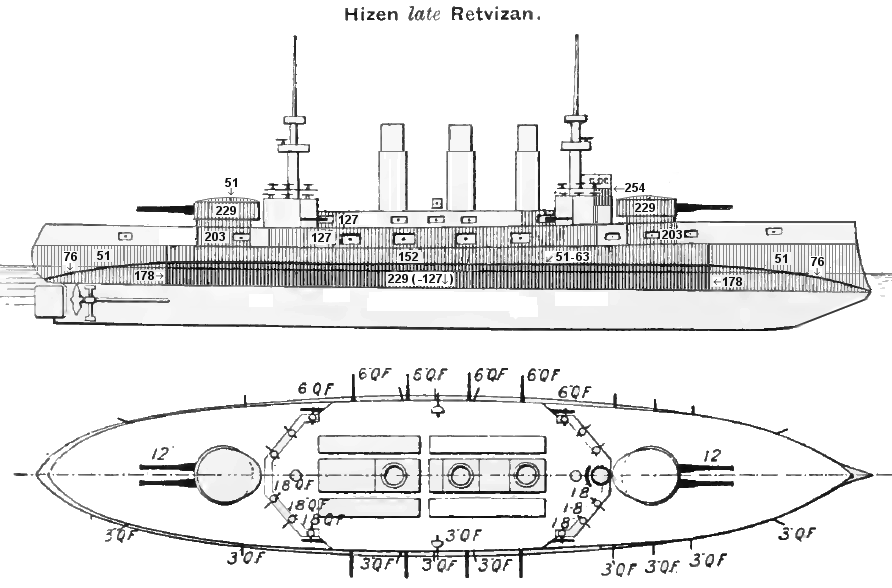
Uproszczony schemat opancerzenia i uzbrojenia „Retwizana”. Pancerz jest zakreskowany, liczby oznaczają grubość.

Okręt miał sześć wyrzutni torpedowych kalibru 450 mm (spotykane są również informacje o kalibrze wyrzutni torped 380 mm). Dwie stałe nadwodne wyrzutnie były w stewie dziobowej i rufowej, strzelające w osi podłużnej okrętu, dwie stałe podwodne skierowane na boki znajdowały się w burtach przed wieżą dziobową (2,75 m pod linią wodną), a dwie ruchome nadwodne w burtach przed wieżą rufową nad pokładem pancernym. Zapas torped Whiteheada wz. 1897 wynosił siedemnaście sztuk. Ponadto na wyposażeniu okrętu, typowo dla rosyjskich pancerników tego okresu, były dwa 56-stopowe kutry parowe, każdy z wyrzutnią torped 380 mm, oraz dwa mniejsze 40-stopowe kutry z miotaczami min (rodzaj torped bez własnego napędu, o małym zasięgu). Dla kutrów zabierano cztery torpedy Whitehead wz. 1880 i cztery miotane miny. Pancernik przenosił też 45 min morskich wz. 1893, w komorze minowej przed dziobowymi burtowymi wyrzutniami torped, które mogły być stawiane przez kutry albo z tratew. W służbie japońskiej uzbrojenie torpedowe ograniczono do dwóch wyrzutni kalibru 450 mm.

### Opancerzenie
Opancerzenie „Retwizana” miało racjonalny schemat, typowy dla przeddrednotów końca XIX wieku. Cały pancerz pionowy zbudowany był z wysoko odpornej stali pancernej typu Kruppa, poziomy z „ekstramiękkiej” stali niklowej o dużej rozciągliwości. Najsilniejsze opancerzenie burt stanowił główny pas pancerny w rejonie linii wodnej o grubości 229 mm, zmniejszającej się pod wodą do 127 mm (długość/wysokość pasa 78 × 2,14 m). Nad głównym pasem był górny pas pancerny grubości 152 mm (wymiary 78 × 2,3 m). Od przodu i tyłu pasy pancerne były połączone poprzecznymi grodziami grubości 178 mm, tworząc cytadelę obejmującą siłownię okrętu i barbety wież. Na przedłużeniu obu pasów, do dziobu i rufy, burty miały pancerz grubości 51 mm. Bateria artylerii średniej (kalibru 152 mm) na pokładzie bateryjnym nad górnym pasem była otoczona ze wszystkich stron pionowym pancerzem grubości 127 mm. W burtach w pancerzu były otwory na działa, które bezpośrednio były chronione cylindrycznymi obrotowymi tarczami grubości 51 mm. Między działami były przegrody przeciwodłamkowe grubości 38 mm.
Okręt posiadał wewnętrzny pokład pancerny chroniący wnętrze kadłuba, o trapezowym kształcie w przekroju poprzecznym, dochodzący skosami do dolnej krawędzi głównego pasa. Jego grubość wynosiła 51 mm w części poziomej i 63 mm na bocznych skosach, a 76 mm na dziobie i rufie poza cytadelą. Wieże artylerii głównej miały pancerz pionowy 229 mm i dachu 51 mm, a barbety pod pokładem górnym – 203 mm (niżej, wewnątrz cytadeli, 102 mm). Najgrubszy pancerz 254 mm miała cylindryczna wieża dowodzenia, lecz jej słabym elementem były typowe dla tego czasu szerokie szczeliny obserwacyjne, umożliwiające przedostanie się odłamków. Łącznie masa pancerza wynosiła 3300 t – 25,9% wyporności projektowej. Najgrubsze płyty głównego pasa były produkcji Bethlehem Steel Company, a pozostałe i pancerz poziomy – Carnegie Steel Company. Pancerz wież natomiast był produkcji rosyjskiej. 

### Napęd
Okręt był napędzany przez dwie pionowe 3-cylindrowe maszyny parowe potrójnego rozprężania. Ich moc projektowa wynosiła 16 000 KM, lecz maksymalna osiągnięta na próbach wynosiła 17 600 KM. Podczas prób rozwinięto średnią moc indykowaną 17 111,7 KM przy 125,5 obrotów na minutę. Średnice cylindrów wynosiły 978, 1067 i 2337 mm. Maszyny były umieszczone obok siebie w maszynowni, podzielonej wzdłużną grodzią wodoszczelną. Parę wytwarzały 24 kotły parowe wodnorurkowe Niclausse’a, umieszczone w dwóch kotłowniach w sześciu grupach po cztery sztuki (dwóch dziobowych, dwóch środkowych i dwóch rufowych), przy czym środkowe grupy były przedzielone grodzią poprzeczną oddzielającą kotłownie. Spaliny były odprowadzane przez trzy kominy, po jednym na dwie grupy kotłów. Łączna powierzchnia grzewcza kotłów wynosiła 5400 m², a powierzchnia rusztów 125 m². Ciśnienie robocze w kotłach wynosiło 18 atmosfer, a w maszynach 14 atmosfer. Maszyny poruszały dwie trójłopatowe śruby o średnicy 4,88 m wykonane z brązu. Maksymalna prędkość średnia podczas prób wynosiła 18 węzłów. Normalny zapas paliwa – węgla wynosił 1016 ton, a pełny 2250 ton. Zasięg wynosił odpowiednio 4900–8000 przy prędkości 10 w.

### Wyposażenie, systemy, łodzie
Energię elektryczną wytwarzało sześć parowych generatorów prądu stałego o napięciu 105 V firmy General Electric, z maszyną parową potrójnego rozprężania. Dwa z nich miały moc 132 kW, a cztery 66 kW. Rozmieszczone były w trzech grupach w kadłubie. Wśród odbiorników prądu było m.in. 1300 lamp i 53 silniki elektryczne. Okręt miał sześć reflektorów bojowych o średnicy 75 cm (dwa na masztach na wysokości 23,5 m nad wodą, dwa na mostku dziobowym i dwa na mostku rufowym). Dodatkowo na dwóch 56-stopowych kutrach parowych były reflektory o średnicy 40 cm. W 1902 roku w Rosji zamontowano radiostację.
Przyrządy kierowania ogniem, zamontowane w Rosji, obejmowały jeden dalmierz Barr & Stroud i pięć mikrometrów służących do oceny odległości na podstawie wysokości celu. 
Pancernik miał trzy robocze kotwice Halla i jedną zapasową, wyprodukowane w Wielkiej Brytanii. Kotwice rzucane były przy pomocy żurawików, winda kotwiczna miała napęd parowy. Ponadto okręt miał cztery kotwice pomocnicze (werpy). „Rewizan” miał sieci przeciwtorpedowe rozkładane na 11 wytykach na każdej z burt.
Zakładano, że okręt będzie wyposażony w różnych 14 łodzi, faktycznie było ich 18. Największe były dwa 56-stopowe kutry parowe, o długości 17,08 lub 18 m, wyporności 18 ton i rozwijające prędkość 12,5 w, uzbrojone w wyrzutnię torpedową kalibru 380 mm i mogące przenosić armatę kalibru 47 mm i karabin maszynowy. Mniejsze były dwa 40-stopowe kutry paroweaw, o długości 12,2 m, wyporności 11,7 ton i rozwijające prędkość 9,5 w, uzbrojone w miotacz min (torped bez napędu). Dalej okręt przenosił stalowe łodzie wiosłowe: dwa 20-wiosłowe barkasy o długości 11,7 m, dwa 16-wiosłowe kutry robocze o długości 11,13 m, cztery 14-wiosłowe kutry, dwa 12-wiosłowe welboty, dwa 8-wiosłowe jały (jolki) i dwa 6-wiosłowe jały.

### Załoga

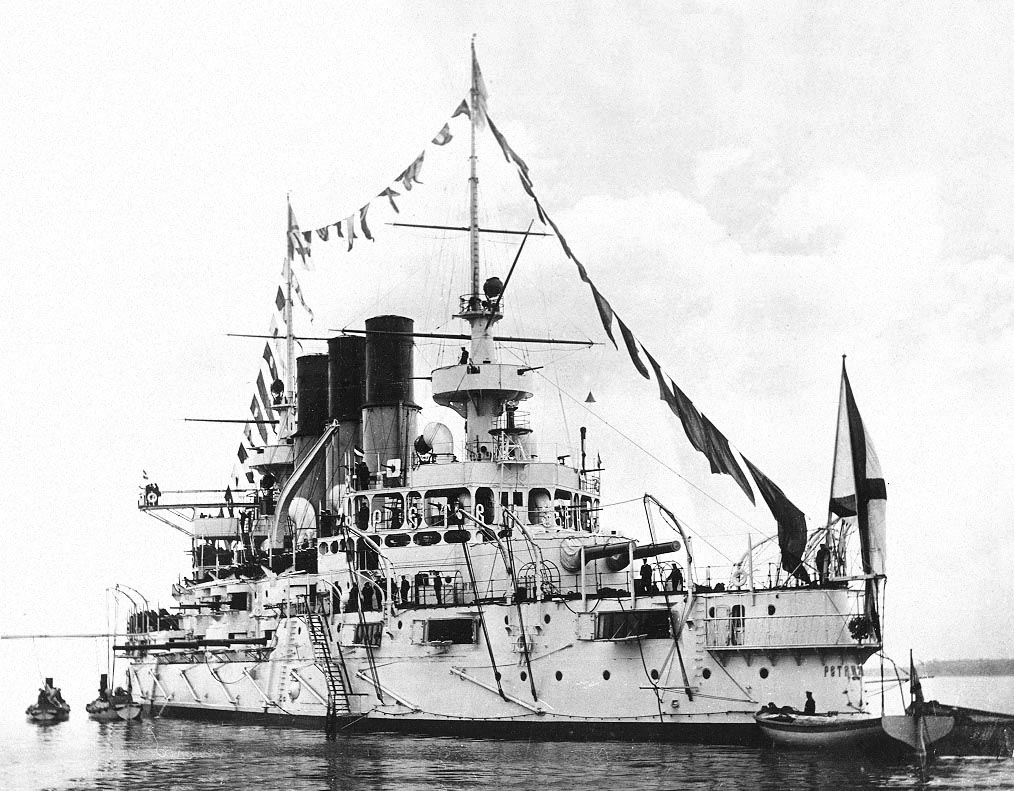
„Retwizan” od rufy w 1902

Załoga liczyła etatowo 750 osób, w tym 28 oficerów, a faktycznie na początku 1904 roku 743 osoby. W Japonii załoga liczyła 741 ludzi, a według etatu wojennego 778. Na samej rufie na pokładzie bateryjnym znajdowały się pomieszczenia admiralskie dla pełnienia roli okrętu flagowego – sypialnia, salon, salka konferencyjna oraz kajuty oficerów sztabu. W ścianach salki konferencyjnej znajdującej się na samej rufie były dwa stanowiska armat kalibru 75 mm, a na zewnątrz była galeryjka. Na tym też poziomie w rejonie wieży rufowej po prawej burcie znajdowały się pomieszczenia dowódcy. Kajuty oficerów okrętu oraz mesa znajdowały się o poziom niżej na pokładzie bateryjnym. Dla zmniejszenia ryzyka pożaru meble były metalowe. Kubryki marynarzy tradycyjnie znajdowały się w kadłubie na dziobie. W stosunku do okrętów budowy rosyjskiej „Retwizan” prezentował znacznie wyższy standard w zakresie wygód i udogodnień dla załogi, a także obsady kuchni (np. mieszalnica do ciasta). Na pokładzie były dwa szpitale okrętowe w części dziobowej (marszowy i bojowy, ten drugi w obrębie cytadeli pancernej).

## Służba
Daty do 1905 roku w kalendarzu juliańskim (starego stylu), po ukośniku w gregoriańskim

### Początek służby w Rosji

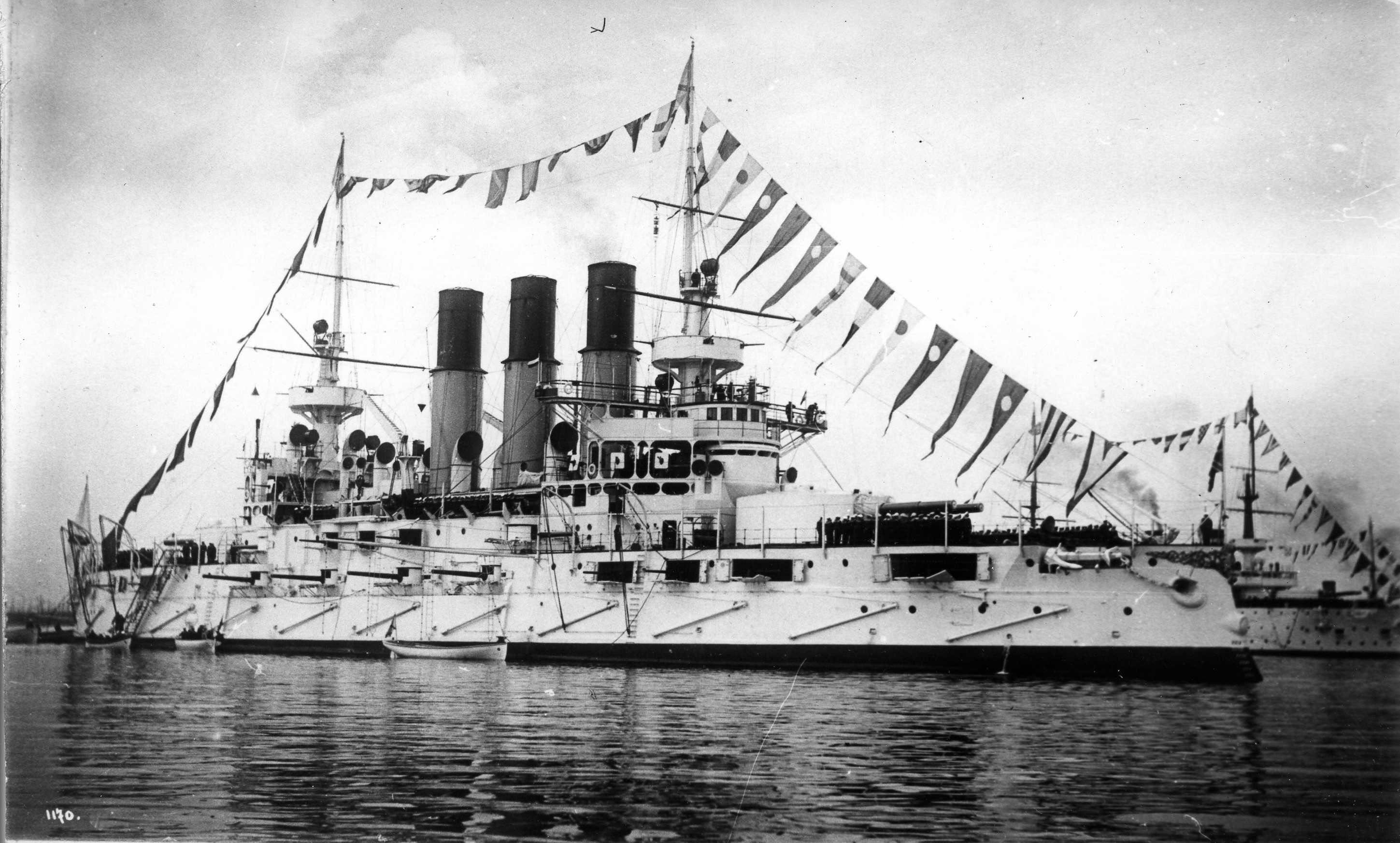
„Retwizan” od dziobu w gali banderowej w Rewlu, 1902. W tle pancernik „Pobieda”.

Pierwszym i jedynym dowódcą pancernika w rosyjskiej służbie był komandor (kapitan 1-go ranga) Edward Szczęsnowicz. Po wejściu do służby i objęciu przez rosyjską załogę, pancernik wyruszył 30 kwietnia?/13 maja 1902 roku na Bałtyk do Rosji, odwiedzając po drodze Cherbourg i przybywając tam w połowie czerwca. Po drodze doszło 1/14 czerwca do awarii kotła (pęknięcia rurki), wskutek której śmierć od oparzeń poniosło trzech palaczy. Na nowo przybyłym pancerniku złożył 18 czerwca w Kronsztadzie wizytę car Mikołaj II. 24 czerwca?/7 lipca okręt, jako najnowszy rosyjski pancernik, wziął udział w dużej rewii floty w Rewlu (ob. Tallinn) z udziałem cara i niemieckiego cesarza Wilhelma II. W Rosji okręt został wyposażony w radiostację, po raz pierwszy we flocie rosyjskiej przeprowadzono też na nim 29 sierpnia próby uzupełniania w marszu węgla ze statku (byłego krążownika „Azja”), za pomocą specjalnego przenośnika, osiągając wydajność 37 ton na godzinę.
Już 31 października?/13 listopada 1902 roku „Retwizan” wyruszył jako flagowy okręt zespołu kontradmirała E. Sztakelberga z Lipawy przez Kanał Sueski na Daleki Wschód, w skład Eskadry Oceanu Spokojnego (wraz z pancernikiem „Pobieda” i krążownikami: „Diana”, „Pałłada” i krążownik „Bogatyr’”). Zespół odwiedził po drodze m.in. Portland, Pireus, gdzie spędzono trzy tygodnie na przełomie 1902/1903 roku, Kolombo, Singapur i Nagasaki. 21 kwietnia?/4 maja 1903 roku pancernik zawinął do docelowej bazy Port Artur, przy czym dopłynął z nim tylko krążownik „Pałłada”, a pozostałe okręty z różnych przyczyn dotarły później. W sierpniu 1903 „Retwizan” wraz z innymi pancernikami eskadry był dokowany we Władywostoku, na krótko przejmując na czas dokowania „Pietropawłowska” rolę okrętu flagowego wiceadmirała Oskara Starka. Pod koniec 1903 okręty eskadry przemalowano z białego w ochronny kolor oliwkowoszary. Na zimę „Retwizan” został wycofany w Port Artur do rezerwy, lecz już 18/31 stycznia 1904 ponownie zaczął kampanię, w związku z napięciami między Rosją a Japonią.

### Początek wojny rosyjsko-japońskiej
Podczas nocnego ataku torpedowego japońskich niszczycieli na okręty rosyjskie kotwiczące na redzie Port Artura 26 stycznia?/8 lutego 1904 roku, otwierającego wojnę japońsko-rosyjską, „Retwizan” został o 23:35 trafiony torpedą w lewą burtę, jako pierwszy z trzech rosyjskich okrętów. Sprawcą storpedowania był jeden z niszczycieli 1 dywizjonu – nie ma co do tego pewności, lecz prawdopodobnie był to drugi niszczyciel „Asashio”, natomiast część autorów podaje czołowy „Shirakumo”. Pancernik nabrał ok. 2200 ton wody do kadłuba, przy czym zalano komorę amunicyjną prawej burty dla wyrównania 11-stopniowego przechyłu. Zginęło na nim pięciu marynarzy obsady wyrzutni torped. Na pancerniku rozpalono następnie kotły i o własnych siłach ruszył w kierunku portu, lecz z powodu przegłębienia na dziób, osiadł o 1:30 na mieliźnie w przejściu na wewnętrzną redę. Co więcej, podczas przypływu pancernik został obrócony rufą w kierunku Półwyspu Tygrysi Ogon po zachodniej stronie, zagradzając połowę szerokości toru wodnego na wejściu do przystani. Unieruchomiony okręt nie wziął praktycznie udziału w następującej dziennej bitwie z flotą japońską (wystrzelił tylko dwa pociski 152 mm).
Ponieważ prace nad ściągnięciem okrętu z mielizny z pomocą holownika ratowniczego „Siłacz” nie przynosiły skutku, postanowiono wykorzystać go jako pływającą baterię u wejścia do przystani. Odgrodzony od strony morza prawoburtową siecią przeciwtorpedową i rozstawionymi bonami z drugą siecią przeciwtorpedową, pancernik zwalczał nocne wypady rozpoznawcze japońskich niszczycieli, począwszy od nocy na 1/14 lutego, kiedy był celem nieudanego ataku torpedowego niszczycieli „Asagiri” i „Hayatori”. W nocy na 11/24 lutego „Retwizan” odegrał główną rolę w odparciu ataku torpedowego czterech niszczycieli 5 dywizjonu („Kagero”, „Shiranui”, „Yugiri”, „Murakumo”), a następnie ataku dwóch statków (branderów), wysłanych w celu zatopienia w wejściu do przystani i zablokowania jej („Retwizana” wspomagały w tym dwa niszczyciele „Storożewoj” i „Stierieguszczij”, kutry parowe i artyleria nadbrzeżna, która zniszczyła wcześniej trzy brandery). Oba brandery „Hokoku Maru” i „Jinsen Maru” zostały zniszczone skoncentrowanym rosyjskim ogniem i wyrzuciły się na brzeg przed wejściem do przystani, przy czym „Hokoku Maru” próbował przed tym nieskutecznie staranować nieruchomy pancernik. „Retwizan” wystrzelił w starciu 2 pociski 305 mm, 71 – 152 mm, 152 – 75 mm, 590 – 47 mm i 120 – 37 mm. Za odparcie ataku dowódca kmdr Szczęsnowicz został odznaczony Orderem św. Jerzego IV klasy, liczni członkowie załogi otrzymali niższe odznaczenia. Kolejnej nocy na 12/25 lutego ponownie był atakowany nieskutecznie torpedami przez niszczyciele 4 dywizjonu („Asagiri”, „Hayatori”, „Murasame” i „Harusame”). Pancernik udało się ściągnąć z mielizny dopiero 24 lutego/9 marca (w dniu przybycia do twierdzy nowego energicznego dowódcy floty wiceadmirała Makarowa), przy tym czasowo musiały być przed tym zdemontowane dziobowe działa i część płyt pancerza.

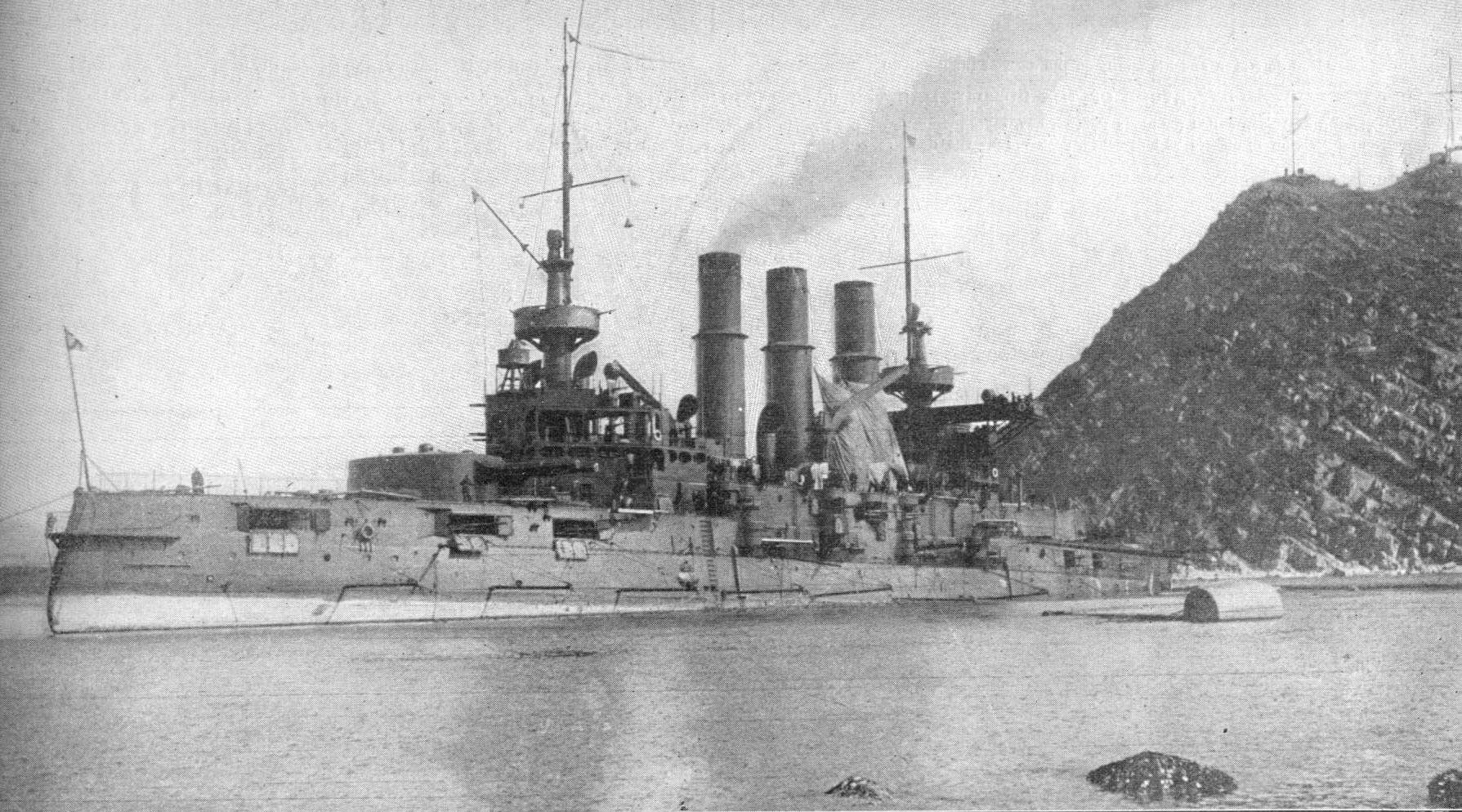
Uszkodzony „Retwizan” w Port Artur w kamuflażu bojowym, od rufy, prawdopodobnie marzec 1904. Widoczne przegłębienie na dziób.

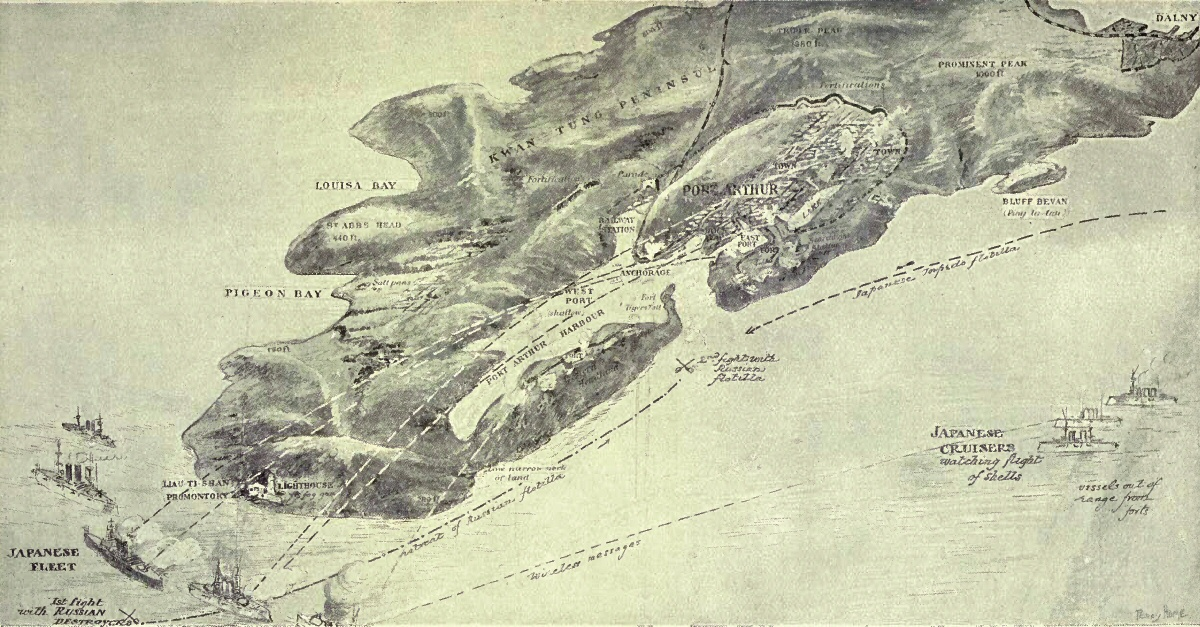
Szkic (bez skali) pokazujący metodę ostrzeliwania Port Artur przez japońskie pancerniki ogniem pośrednim w lutym/marcu 1904

Po przejściu na wewnętrzną redę przystąpiono do napraw, co było wyjątkowo utrudnione z powodu braku w bazie doku odpowiedniej wielkości umożliwiajacej dokowanie pancerników. Prace wykonywano pod wodą, przy pomocy specjalnie skonstruowanego kesonu – drewnianiej skrzyni przytkniętej do burty, z odpompowaną z niej wodą (projektu Polaka – kapitana Jerzego Zaborowskiego). Uszkodzenia były przy tym rozległe – dziura miała ok. 15 m², a obszar uszkodzeń poszycia i szkieletu – 37 m², między 16. a 23. wręgą. Zniszczona została lewoburtowa podwodna wyrzutnia torpedowa, a druga – uszkodzona. Okazało się jednak, że wykonany keson był zbyt mały i nie do końca pasował. W dodatku 26 lutego/11 marca okręty rosyjskie w zachodim basenie zostały ostrzelane zza wzgórz nieobserwowanym ogniem pośrednim przez japońskie pancerniki; z wystrzelonych 154 pocisków 305 mm jeden wybuchł przy burcie „Retwizana”, uszkadzając keson i powodując ponowne zalanie, a drugi trafił w prawą burtę, nie przebijając jednak pancerza. Dla uchronienia przed zatonięciem pancernik osadzono dziobem na mieliźnie; zginęło na nim pięcioro ludzi i rannych zostało 10. Cztery działa kalibru 152 mm „Retwizana” zamontowano wówczas po raz pierwszy czasowo na wzgórzu, tworząc baterię nadbrzeżną (co później stało się normą w obronie twierdzy).
9/22 marca japońskie pancerniki „Yashima” i „Fuji” ponowiły próbę ostrzału przez masyw górski, lecz wówczas w odpowiedzi pancerniki „Retwizan” i „Pobieda” otworzyły ogień z zachodniego basenu, na dużą odległość, korygowany telefonicznie z punktu obserwacyjnego na górze. „Retwizan” strzelał z dział rufowych dzięki przegłębieniu na dziób i zwiększeniu tym samym kąta podniesienia luf. Trzecia i czwarta salwa obramowały „Fuji”, a po tym, jak pocisk „Retwizana” upadł obok „Fuji”, Japończycy wycofali się. 5 kwietnia zainstalowano za pomocą dźwigu pływającego nowy większy keson, o długości 12,5 m i wysokości 10 m. Remont pancernika, prowadzony w trudnych warunkach z pomocą nurków, udało się ukończyć dopiero 23 maja/4 czerwca. Do naprawy poszycia użyto skonstruowanej na brzegu nakładki projektu Polaka, młodszego budowniczego okrętów inż. Romualda Świrskiego, głównego inżyniera budowy okrętów w Port Artur.
„Retwizan” brał udział w próbie przedarcia się eskadry z Port Artur 10/23 czerwca 1904 roku, zakończonej powrotem tego samego dnia z powodu natrafienia na główne siły japońskie. W drodze powrotnej brał udział w odpieraniu nieskutecznych nocnych ataków torpedowych japońskich niszczycieli. Na pancerniku brakowało wówczas dwóch dział kalibru 152 mm i sześciu 75 mm oraz części lżejszych, przekazanych na front lądowy. 14/27 lipca „Retwizan” z krążownikami „Bajan”, „Pałłada”, „Nowik” i kanonierkami wyszedł na ostrzeliwanie celów nabrzeżnych do Zatoki Tahe, wspierając obronę lądową twierdzy, po czym wziął udział w potyczce z dużej odległości z podchodzącymi krążownikami pancernymi „Kasuga” i „Nisshin”, bez rezultatów z żadnej ze stron. Na „Nisshin” jedynie pocisk zerwał antenę radiostacji. Następnie w dniach 17, 19, 22, 24, 25 i 26 lipca (starego stylu) „Retwizan” wspierał wojska lądowe ogniem z wewnętrznej redy portu.

### Bitwa na Morzu Żółtym
Od 26 lipca/7 sierpnia 1904 roku okręty na redzie wewnętrznej same stały się celem ostrzału prowadzonego przez japońską armatę lądową kalibru 120 mm ustawioną na jednym ze wzgórz. 28 lipca/9 sierpnia „Retwizan” został uszkodzony siedmioma pociskami, przy czym jeden z nich przebił lewą burtę pod wodą w rejonie 26. wręgi i okręt nabrał 400 ton wody. Zatonęła też stojąca obok barka, na której były dwie armaty kalibru 152 mm, mające być zamontowane na „Retwizanie”. Po prowizorycznym załataniu dziury, następnego dnia okręt wziął udział w drugiej próbie przerwania się z Port Artur, zakończonej napotkaniem floty japońskiej i bitwą na Morzu Żółtym 28 lipca?/10 sierpnia 1904 roku. Okręt miał wówczas zdjęte dwa działa 152 mm, trzy działa 75 mm, dwa działa 47 mm i wszystkie 37 mm i ckm-y, a na skutek uszkodzenia rozwijał prędkość maksymalną 13 węzłów (w dalszym ciągu miał 250 ton wody w zalanym przedziale i drugie tyle z drugiej burty, dla wyrównania).
„Retwizan”, płynąc jako drugi za flagowym pancernikiem „Cesariewicz”, uczestniczył po południu w kilkugodzinnym pojedynku artyleryjskim z okrętami japońskimi. Po tym, jak w linię rosyjskiej eskadry wkradł się chaos po uszkodzeniu ok. 17:30 okrętu flagowego i śmierci wiceadmirała Wilgelma Witgefta, dowódca „Retwizana” ruszył w stronę linii okrętów japońskich, pozorując próbę taranowania krążownika „Nisshin” i ściągając ogień japoński, odciągając tym samym uwagę od okrętów eskadry. Gdy odległość zmalała do nieco ponad 3 km, komandor Szczęsnowicz został lekko raniony w brzuch odłamkiem, który wleciał przez szczelinę obserwacyjną wieży dowodzenia, po czym gdy doszedł do siebie, w związku z zawróceniem okrętów rosyjskich do Port Artur i odejściem okrętów japońskich, skierował okręt na kurs powrotny. Na „Retwizanie” nie zauważono jednak sygnałów podnoszonych na flagowym pancerniku „Pierieswiet”, w efekcie pancernik płynął samotnie z większą prękością, trzykrotnie odganiając w nocy ogniem japońskie niszczyciele, i przybył do Port Artur nad ranem jako pierwszy.
W toku bitwy pancernik został trafiony 21 lub 23 pociskami i odniósł uszkodzenia, w tym przebicie prawej burty tuż nad linią wodną, powodujące zalewanie przez fale,  zniszczenie jednego działa kalibru 152 mm, dwóch 75 mm, pięciu 47 mm i wszystkich reflektorów, lecz ogólnie pancerz nie został przebity i uszkodzenia nie były poważne. Zginęło tylko sześcioro marynarzy i raniono 38 członków załogi (czterech ciężko), w tym pięciu oficerów. Sam wystrzelił 77 pocisków 305 mm (w tym 73 burzące), 310 – 152 mm, 341 – 75 mm i 290 – 47 mm.

### W oblężonym Port Artur

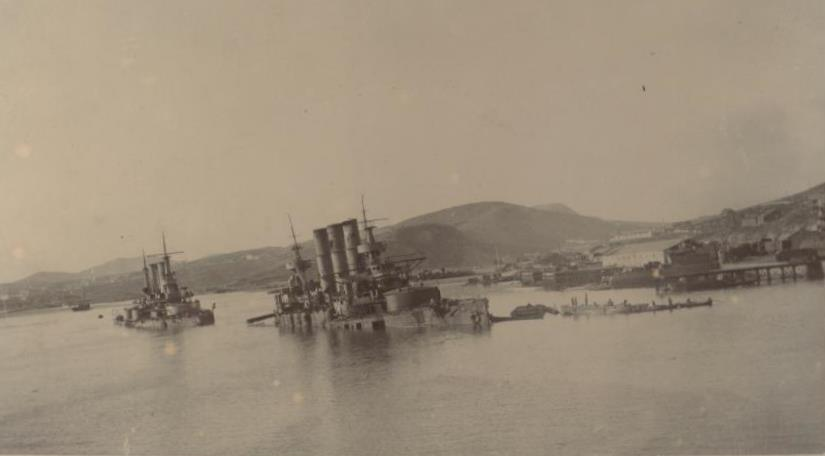
Zatopione pancerniki „Retwizan” (z prawej) i „Połtawa”

Po niepowodzeniu próby przebicia się, aktywność rosyjskich ciężkich okrętów ograniczyła się jedynie do ostrzeliwania celów lądowych z obszaru bazy. Część marynarzy oraz średnich i lekkich dział zdemontowanych z pancerników walczyła na froncie lądowym wokół twierdzy. Między innymi, między 4/17 sierpnia a 23 sierpnia/5 września 1904 roku „Retwizan” czternaście razy ostrzeliwał cele lądowe. Sam w tym czasie nie odniósł uszkodzeń od ognia japońskiego. 23 sierpnia/5 września dowódcą eskadry został komandor Robert Wiren, który następnie uczynił „Retwizana” swoim okrętem flagowym. Od 19 września/2 października Japończycy rozpoczęli jednak ostrzał okrętów stojących w porcie przez ciężkie haubice kalibru 280 mm. Kilka pocisków trafiło w ciągu najbliższych tygodni także „Retwizan”, lecz na razie bez większych uszkodzeń. 8/21 października jeden pocisk przebił burtę i utkwił w bunkrze węglowym, ale nie wybuchł.

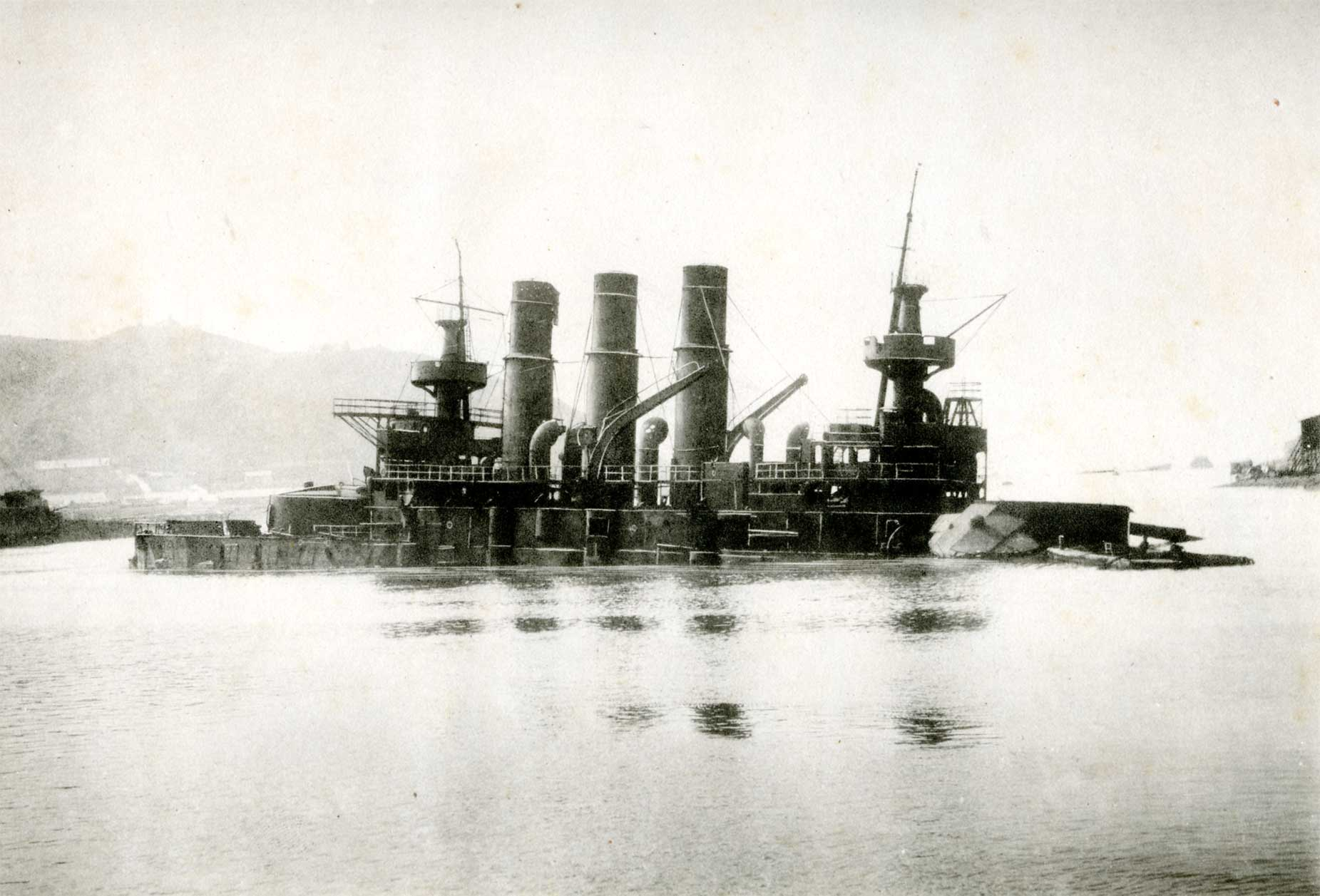
Zatopiony „Retwizan” po kapitulacji Port Artur

22 listopada/5 grudnia Japończycy zdobyli górującą nad portem górę Wysoką, co pozwoliło im na zwiększenie precyzji ostrzału. Jeszcze tego dnia w „Retwizan” stojący w zachodnim basenie portu trafiło osiem pocisków 280 mm, z których jeden przebił burtę pod wodą. Pozostałe powodowały rozległe uszkodzenia nadbudówek i pomieszczeń wewnętrznych okrętu. Rannych zostało mimo to tylko dwóch ludzi, w tym kadm. Wiren.
Następnego dnia 23 listopada/6 grudnia ostrzał wzmógł się i „Retwizan” został trafiony czternastoma pociskami 280 mm i sześcioma pociskami 150 mm. Trzy z pocisków 280 mm przebiły burty pod wodą, w następstwie czego około godz. 16 pancernik zatonął na płytkiej wodzie i został opuszczony przez załogę. Zginął mimo to tylko jeden marynarz, a sześciu raniono. W nocy zdjęto następnie z niego wszystkie działa kalibrów 152 mm i 75 mm i część 47 mm. Następnego dnia 24 listopada/7 grudnia skreślono okręt ze spisu floty. Przed kapitulacją twierdzy, 20 grudnia 1904/2 stycznia 1905 roku, mechanizmy wraku, w tym obie wieże artyleryjskie, uszkodzono za pomocą materiałów wybuchowych.
Większą aktywność w czasie oblężenia Port Artur podejmowały jedynie kutry pancerników, m.in. stawiając i trałując miny i pełniąc służbę dozorową, a także służąc do ochotniczych przybrzeżnych wypadów z portu. Pierwszy wypad został wykonany przez kuter 40-stopowy z „Retwizana” nazwany „Awos′” z miotaczem min, którego załoga usiłowała zaatakować statki w zatoce Kerr (na północ od portu Dalian), lecz w drodze 27 kwietnia/10 maja kuter został zniszczony na skałach. W maju kuter parowy nr 1 „Retwizana” wraz z dwoma innymi z „Askolda” i „Sewastopola”, działał w zatoce pod Dalianem, ostrzeliwując 13/26 maja wojska japońskie z lekkich działek, lecz 14/27 maja podczas powrotu kutry zostały przechwycone przez japońskie niszczyciele, po czym zniszczone przez załogi na brzegu. W nocy na 22 listopada/5 grudnia 1904 roku miczman W. Dmitrijew na kutrze nr 2 atakował torpedą i według raportu prawdopodobnie uszkodził japoński niszczyciel. W nocy na 19 grudnia 1904/1 stycznia 1905 roku kuter ten zdołał wymknąć się z zablokowanego Port Artur pod dowództwem kpt. marynarki Wołkowa i dotrzeć do chińskiego portu Yantai, gdzie został internowany. Po wojnie służył we Władywostoku pod nazwą „Retwizanczyk” aż do 1922, kiedy zatonął w sztormie podczas ewakuacji „białych” sił.
Warto podkreślić, że oprócz dowódcy komandora Edwarda Szczęsnowicza, Polakami byli m.in. starsi oficerowie (zastępcy dowódcy): od czerwca 1903 do stycznia 1904 komandor porucznik (kapitan 2. rangi) Mikołaj Stroński (później dowodził kanonierką torpedową „Wsadnik” i kanonierką „Gilak”) i od stycznia 1904 do końca kmdr por. Ludwik Albrychowicz, a także starszy oficer artyleryjski pancernika kpt. mar. (lejtnant) Kazimierz Kietliński (od kwietnia 1904 – flagowy artylerzysta eskadry), główny mechanik – starszy inżynier mechanik (kmdr por.) Heliodor Wiszniewski i młodszy mechanik Roman Brelewski.

### W służbie japońskiej
Daty nowego porządku

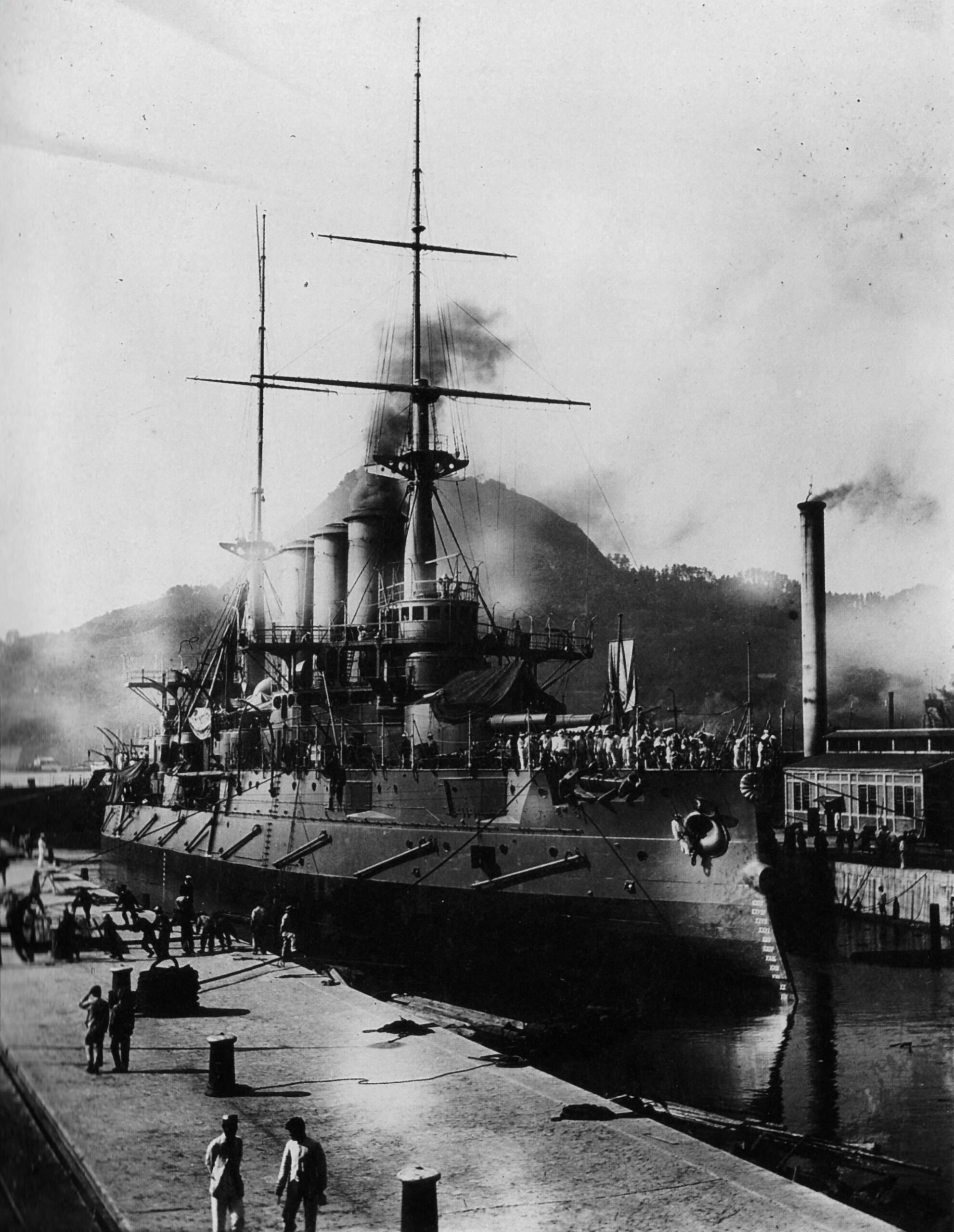
„Hizen” dokowany w Sasebo – widoczna na dziobie dodana chryzantema cesarska

Po zajęciu Port Artur, Japończycy między 29 maja a 22 września 1905 roku podnieśli „Retwizana” i 24 września wciągnęli na listę floty pod nazwą „Hizen” (肥前). Nazwa była nazwą dawnej prowincji Japonii. Po remoncie w Port Artur i Sasebo zakończonym w listopadzie 1908 roku, okręt wszedł do służby w Cesarskiej Marynarce Japonii jako pancernik I klasy. Przy okazji remontu okręt zmodernizowano jedynie w niewielkim stopniu. Japończycy zamienili kotły Niclausse’a na 24 kotły systemu Miyabara, skrócili też nieco kominy i zmienili ich formę. Z masztów usunięto marsy bojowe i zmieniono nieco formę mastków. Osiągnięto na próbach prędkość 18,8 węzła przy mocy indykowanej 16 120 KM. Zamieniono też lżejsze działa na japońskie odpowiedniki: armaty kalibru 75 mm na 14 armat kalibru 76 mm Typ 41 (brytyjskiego systemu Armstronga), a armaty kalibru 47 mm na japońskie Hotchkiss-Yamauchi.
Między grudniem 1911 a wrześniem 1914 roku okręt był wycofany do rezerwy. Brał następnie ograniczony udział w I wojnie światowej, przede wszystkim uczestnicząc jesienią 1914 w bezskutecznym poszukiwaniu niemieckiej Wschodnioazjatyckiej Eskadry Krążowników adm. von Spee na środkowym Pacyfiku, z krążownikami pancernymi „Asama” i „Izumo”. 15 października 1914 roku z krążownikiem pancernym „Asama”, „Hizen” podszedł pod Honolulu na Hawajach, dokąd zawinęła niemiecka kanonierka „Geier”, która jednak następnie została internowana przez Amerykanów. Od początku 1918 do 1921 „Hizen” brał udział w interwencji państw ententy w Rosji, zawijając kilkakrotnie do Władywostoku.
1 września 1921 przeklasyfikowano okręt w okręt obrony wybrzeża I klasy. W kwietniu 1922 został wycofany ze służby i rozbrojony w Sasebo. 20 września 1923 roku został skreślony z listy floty i przeznaczony na okręt-cel. 25 lipca 1924 roku został zatopiony w tym charakterze ogniem dział japońskich pancerników w cieśninie Bungo.
| Lista dowódców w służbie japońskiej       | Lista dowódców w służbie japońskiej | Lista dowódców w służbie japońskiej | Lista dowódców w służbie japońskiej |
| ----------------------------------------- | ----------------------------------- | ----------------------------------- | ----------------------------------- |
| Imię i nazwisko                           | od                                  | do                                  | uwagi                               |
| taisa Chūdō Kamaya                        | 31 lipca 1908                       |                                     |                                     |
| taisa Kiyotomo Tsukiyama                  | grudzień 1908                       |                                     |                                     |
| taisa Hikoshichi Kubota                   | luty 1909                           |                                     |                                     |
| taisa Ichirō Ishida                       | maj 1909                            |                                     |                                     |
| taisa Hikoshichi Kubota                   | kwiecień 1910                       |                                     |                                     |
| taisa Mitsuji Yoda                        | grudzień 1910                       |                                     |                                     |
| taisa Hiromi Tadokoro                     | grudzień 1911                       | kwiecień 1912                       |                                     |
| taisa Yasukatsu Kawanami                  | marzec 1913                         | 1914                                |                                     |
| taisa Suketomo Nakajima                   | 20 maja 1915                        |                                     |                                     |
| taisa Genjirō Katsuki                     | 1 grudnia 1916                      | 1 grudnia 1917                      |                                     |
| taisa Taneji Sōsa                         | listopad 1918                       |                                     |                                     |
| taisa Shinji Koizumi                      | listopad 1920                       | listopad 1922                       |                                     |
| Oryginalne nazwy stopni: taisa (komandor) |                                     |                                     |                                     |